# Лохвицький Пантелеймон Степанович
Пантелеймон Степанович Лохвицький (1877 — 1938) — селянин, депутат Державної думи II скликання від Курської губернії, агроном.

## Біографія

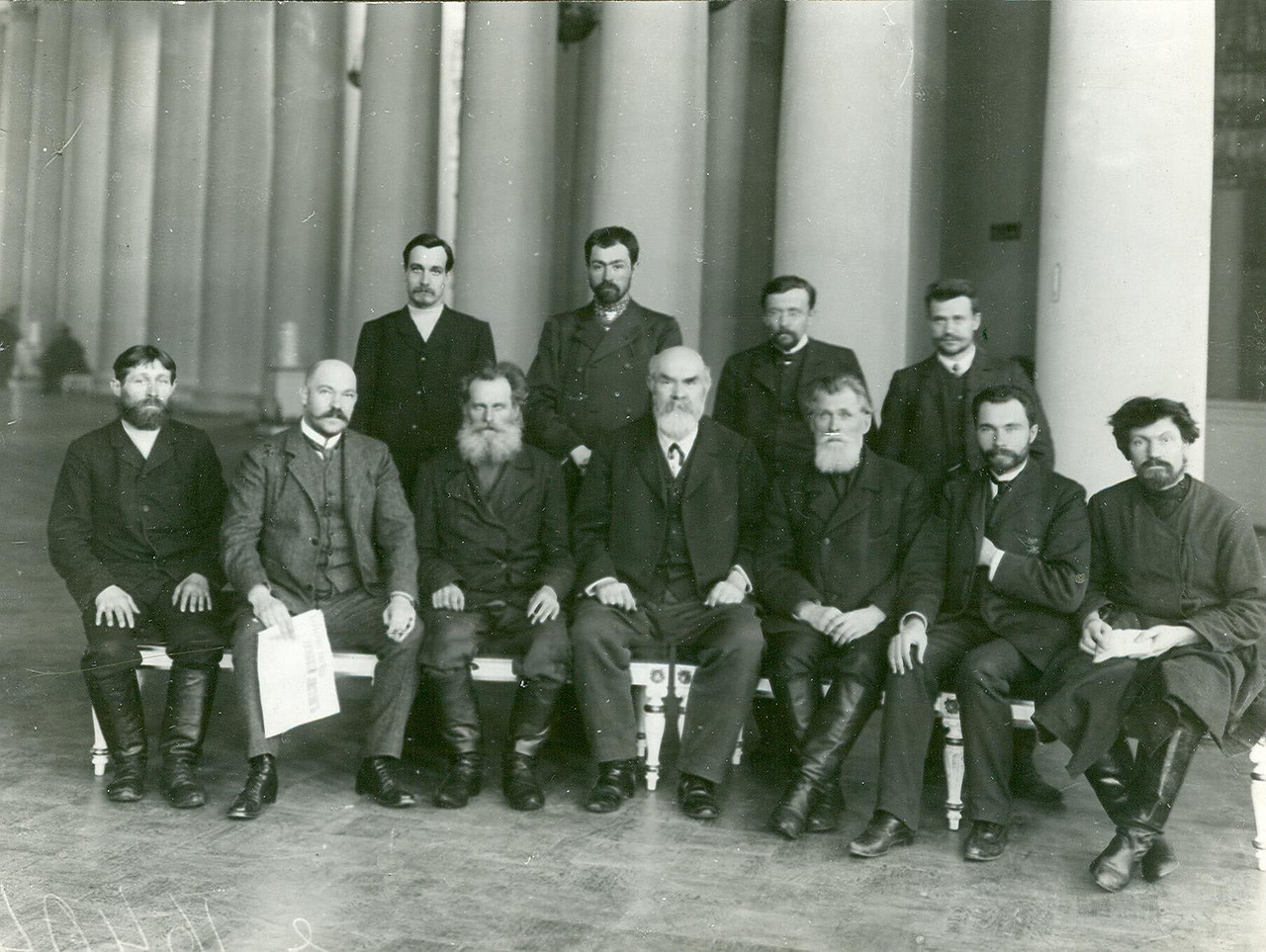
Депутати II Державної Думи від Курської губернії.
Перший ряд - О.Є. Афанасьєв, К.Ф. Тахтаміров, Н.O.Оводов, В.І. Долженков, С.І. Волков, І.М. Мушенко, І.О.П'яних. Другий ряд - А.Й. Русанов, П. С. Лохвицький, Р. Я.Смірнов, Д.К.Бєлановський.

Народився у Грайвороні. Селянин Грайворонського повіту Курської губернії, судячи з прізвища — українець. Закінчив сільську школу. Займався землеробством на 1 десятині з 3/4 землі.
7 лютого 1907 р. обраний до Державної думи II скликання від з'їзду уповноважених від волостей Курської губернії. За одними відомостями увійшов до складу думської групи Соціалістів-революціонерів, за іншими членом фракції трудовиків, останнє підтвердив і сам Лохвицький у своєму листі Є. П. Пєшкової 1932 року. Після розгону Думи за розпорядженням Курського губернатора Борзенка висланий з меж Курської губернії.
Здобув вищу освіту, працював агрономом у Курській губернії. Після революції воював у дивізії РСЧА Далекому Сході, після демобілізації працював агрономом, пізніше — у Наркоматі зовнішньої торгівлі. У 1930 році жив у Свердловську, працював там інспектором сектора постачання Уралоблсоюзу.

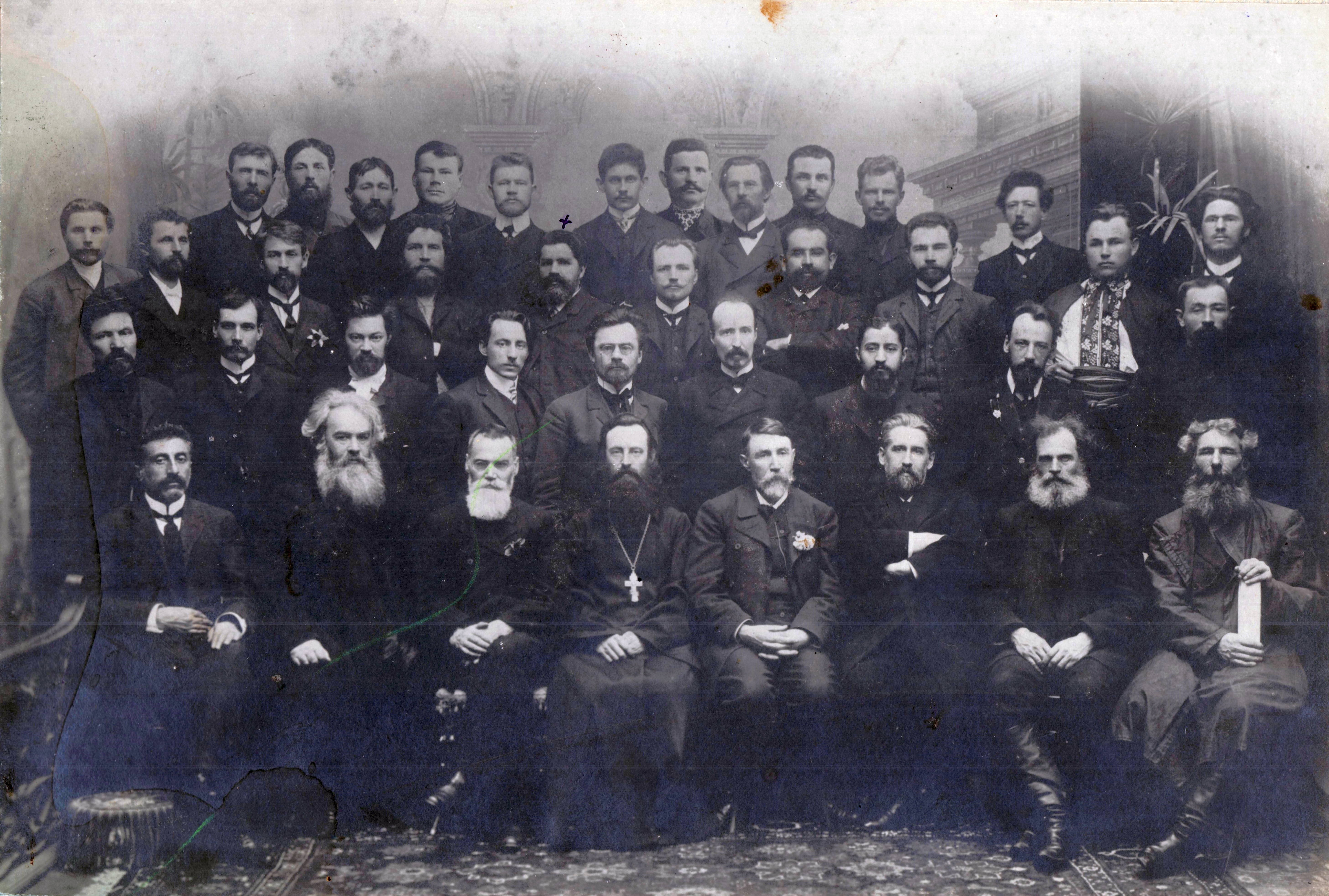
Фракція есерів II Державної Думи (1907): Лохвицький — крайній справа у другому ряду.

Заарештований НКВС 17 грудня 1930 року. 8 серпня 1931 року засуджений до висилки на 5 років у Східний Сибір. Відправлено на станцію Тельма Усольського району Східного Сибіру, працював там агрономом. На засланні захворів на «серцеву астму». Звертався за допомогою до Політичного Червоного хреста. Відомостей про те, що клопотання про скорочення строку заслання було задоволене, немає.
Подальша доля невідома. Помер у 1938 році.

## Родина
- Дружина — ? [5] .
  - Дочка — Ганна [5]
  - Єдиний син — Дмитро (? — 1919), червоноармієць, загинув на Південному фронті під час громадянської війни[5].

### Архіви
- Російський державний історичний архів. Фонд 1278. Опис 1 (2-й скликання). Справа 251.